# Campeonato Pan-Americano de Ginástica Artística de 2012
O Campeonato Pan-Americano de Ginástica Artística por Aparelhos de 2012 foi realizado em Medellín, Colômbia, de 19 a 25 de junho de 2012. A competição foi organizada pela Federação Colombiana de Ginástica e aprovada pela Federação Internacional de Ginástica.

## Medalhistas

### Sênior
| Evento              | Ouro                    | Prata                                     | Bronze                  |
| ------------------- | ----------------------- | ----------------------------------------- | ----------------------- |
| Masculino           |                         |                                           |                         |
| Solo                | Luis Rivera (PUR)       | Alexander Rodríguez (PUR)                 | Francisco Barreto (BRA) |
| Cavalo com alças    | José Fuentes (VEN)      | Jhonny Muñoz (COL)                        | Luis Rivera (PUR)       |
| Argolas             | Federico Molinari (ARG) | Luis Rivera (PUR)                         | Osvaldo Martínez (ARG)  |
| Salto               | Angel Ramos (PUR)       | Juan González (CHI)                       | Petrix Barbosa (BRA)    |
| Barras paralelas    | Jorge Giraldo (COL)     | Sérgio Sasaki (BRA)                       | Luis Rivera (PUR)       |
| Barra fixa          | Nicolas Cordoba (ARG)   | Sérgio Sasaki (BRA) Angel Ramos (PUR)     | —                       |
| Feminino            |                         |                                           |                         |
| Salto               | Yamilet Peña (DOM)      | Paula Mejías (PUR)                        | Adrian Gomes (BRA)      |
| Barras assimétricas | Bibiana Vélez (COL)     | Dovélis Torres (CUB)                      | Selene Vázquez (MEX)    |
| Trave               | Daniele Hypólito (BRA)  | Adrian Gomes (BRA)                        | Simona Castro (CHI)     |
| Solo                | Daniele Hypólito (BRA)  | Bibiana Vélez (COL) Barbara Achondo (CHI) | —                       |

### Juvenil
| Evento              | Ouro                                                                     | Prata                                                                       | Bronze                                                                       |
| ------------------- | ------------------------------------------------------------------------ | --------------------------------------------------------------------------- | ---------------------------------------------------------------------------- |
| Masculino           |                                                                          |                                                                             |                                                                              |
| Equipes             | Colômbia · Carlos Calvo · Jossimar Calvo · Juan Escobar · Camilo Sanchez | Estados Unidos · Marvin Kimble · Akash Modi · Joseph Peters · Timothy Wang  | Porto Rico · Jaime da Silva · Tristian Pérez · Carlos Rivera · Alexis Torres |
| Individual geral    | Jossimar Calvo (COL)                                                     | Alexis Torres (PUR)                                                         | Akash Modi (USA)                                                             |
| Solo                | Jossimar Calvo (COL)                                                     | Ernesto Vila (CUB)                                                          | Alexis Torres (PUR)                                                          |
| Cavalo com alças    | Jossimar Calvo (COL)                                                     | Akash Modi (USA)                                                            | Fellipe Arakawa (BRA)                                                        |
| Argolas             | Jossimar Calvo (COL) Alexis Torres (PUR)                                 | —                                                                           | Marvin Kimble (USA)                                                          |
| Salto               | Jossimar Calvo (COL)                                                     | Alexis Torres (PUR)                                                         | Audrys Nin (DOM)                                                             |
| Barras paralelas    | Jossimar Calvo (COL)                                                     | Akash Modi (USA)                                                            | Timothy Wang (USA)                                                           |
| Barra fixa          | Jossimar Calvo (COL)                                                     | Ernesto Vila (CUB)                                                          | Alexis Torres (PUR)                                                          |
| Feminino            |                                                                          |                                                                             |                                                                              |
| Equipes             | Canadá · Maegan Chant · Ivy Lu · Victoria Woo · Aleeza Yu                | Brasil · Rebeca Andrade · Frida Lopes · Lorrane Oliveira · Ana Flávia Silva | México · Miriana Almeida · Carla Cornejo · Nayeli Diaz · Paula Heredia       |
| Individual geral    | Rebeca Andrade (BRA)                                                     | Victoria-Kayen Woo (CAN)                                                    | Aleeza Yu (CAN)                                                              |
| Salto               | Rebeca Andrade (BRA)                                                     | Carla Cornejo (MEX)                                                         | Lorrane Oliveira (BRA) Victoria Woo (CAN)                                    |
| Barras assimétricas | Victoria-Kayen Woo (CAN)                                                 | Aleeza Yu (CAN)                                                             | Ginna Escobar (COL)                                                          |
| Trave               | Frida Lopes (BRA)                                                        | Malena Ferreyra (ARG)                                                       | Rebeca Andrade (BRA)                                                         |
| Solo                | Rebeca Andrade (BRA)                                                     | Maegan Chant (CAN)                                                          | Lorrane Oliveira (BRA)                                                       |

## Quadro de medalhas

### Sênior
*   país anfitrião (Colômbia)
| Pos.               | País                 | Ouro | Prata | Bronze | Total |
| ------------------ | -------------------- | ---- | ----- | ------ | ----- |
| 1                  | Porto Rico           | 2    | 4     | 2      | 8     |
| 2                  | Brasil               | 2    | 3     | 3      | 8     |
| 3                  | Colômbia             | 2    | 2     | 0      | 4     |
| 4                  | Argentina            | 2    | 0     | 1      | 3     |
| 5                  | República Dominicana | 1    | 0     | 0      | 1     |
| 5                  | Venezuela            | 1    | 0     | 0      | 1     |
| 7                  | Chile                | 0    | 2     | 1      | 3     |
| 8                  | Cuba                 | 0    | 1     | 0      | 1     |
| 9                  | México               | 0    | 0     | 1      | 1     |
| Total (9 entradas) | Total (9 entradas)   | 10   | 12    | 8      | 30    |

### Juvenil
*   país anfitrião (Colômbia)
| Pos.               | País                 | Ouro | Prata | Bronze | Total |
| ------------------ | -------------------- | ---- | ----- | ------ | ----- |
| 1                  | Colômbia             | 8    | 0     | 1      | 9     |
| 2                  | Brasil               | 4    | 1     | 4      | 9     |
| 3                  | Canadá               | 2    | 3     | 2      | 7     |
| 4                  | Porto Rico           | 1    | 2     | 3      | 6     |
| 5                  | Estados Unidos       | 0    | 3     | 3      | 6     |
| 6                  | Cuba                 | 0    | 2     | 0      | 2     |
| 7                  | México               | 0    | 1     | 1      | 2     |
| 8                  | Argentina            | 0    | 1     | 0      | 1     |
| 9                  | República Dominicana | 0    | 0     | 1      | 1     |
| Total (9 entradas) | Total (9 entradas)   | 15   | 13    | 15     | 43    |